# 茹米林
茹米林是巴西圣保罗州的一个市镇。总面积56.738平方公里，总人口2630人，人口密度46.4人/平方公里。